# Trematocranus labifer
Trematocranus labifer là một loài cá thuộc họ Cichlidae. Loài này có ở Malawi, Mozambique, and Tanzania. Môi trường sống tự nhiên của chúng là hồ nước ngọt.